# Goera anakpiatu
Goera anakpiatu är en nattsländeart som beskrevs av Malicky 1995. Goera anakpiatu ingår i släktet Goera och familjen grusrörsnattsländor. Inga underarter finns listade i Catalogue of Life.